# Calder (Canada)
Calder is een plaats (village) in de Canadese provincie Saskatchewan en telt 80 inwoners (2006).